# Curt Sachs
Pour les articles homonymes, voir Sachs.
Curt Sachs, né à Berlin le 29 juin 1881 et mort à New York le 5 février 1959, est un ethnomusicologue et théoricien de la musique germano-américain, fondateur de l'organologie (étude des instruments de musique) et le coauteur du système Hornbostel-Sachs de classification des instruments de musique

## Biographie
Curt Sachs suit des cours de piano, notamment auprès de Kurt Johnen, et apprend la théorie musicale et la composition, puis, plus tard, à l'université de Berlin, l'histoire de la musique. Il rédige une thèse de doctorat sur une sculpture d'Andrea del Verrocchio à Florence (1904). En 1905/1906, il travaille au Kunstgewerbemuseum de Berlin. À partir de 1908, il se consacre exclusivement à des sujets musicaux et il obtient, en 1919, son habilitation à l'université de Berlin avec le Handbuch der Musikinstrumentenkunde.
En décembre 1919, il succède à Oskar Fleischer à la direction de la collection d'instruments de musique anciens à la Staatliche akademische Hochschule für Musik de Berlin-Charlottenburg. En 1921, Sachs devient professeur extraordinaire et, en 1928, professeur titulaire à l'université de Berlin. À partir de 1926, il enseigne également l'étude des instruments à l'Académie nationale de musique sacrée et scolaire de Berlin. Il s'efforce de rendre accessible au public et aux scientifiques la vaste collection d'instruments de musique de l'Académie. C'est également là qu'il commence sa carrière en tant que spécialiste des instruments de musique (organologue). En 1930, Sachs passe plusieurs mois au Caire à l'invitation de l'Institut de Musique Orientale afin de rédiger un rapport sur le renouveau de la musique arabe.
Curt Sachs rencontre Carl Orff en 1920 et exerce une grande influence sur lui, non seulement s'agissant de la découverte des instruments extra-européens, mais aussi en l'encourageant à travailler les partitions baroques, notamment celles de Monteverdi.
En 1933, Sachs est touché par les mesures antijuives et démis de ses fonctions par les nationaux-socialistes. Il émigre alors à Paris puis aux États-Unis. Il enseigne à l'université de New York de 1937 à 1953 et travaille également pour la New York Public Library et le Metropolitan Museum of Art.
Sachs écrit plusieurs livres sur le rythme, la danse et les instruments de musique. En 1913, il publie son Reallexicon der Musikinstrumente, le dictionnaire le plus fiable sur les instruments de musique. En 1914, il publie avec Erich von Hornbostel l'essai Systematik der Musikinstrumente qui présente un système abouti de classification des instruments de musique. Ce système est aujourd'hui devenu la norme sous le nom de système Hornbostel-Sachs. Son livre The history of musical instruments (1940) est également important en ce qu'il propose une classification des instruments par culture et par période historique.
En 1956, il devient membre correspondant de la Deutsche Akademie der Künste, section musique, à Berlin-Est. La même année, l'Université libre de Berlin lui décerne le titre de docteur honoris causa. La salle de concert du Staatliches Institut für Musikforschung à Berlin porte le nom de Curt Sachs. Depuis 1983, l'American Musical Instrument Society décerne le « Curt Sachs Award » à une personne qui a apporté une contribution importante aux objectifs de la société.

## Citations
« La danse est le premier-né des arts. La musique et la poésie s'écoulent dans le temps ; les arts plastiques et l'architecture modèlent l'espace. Mais la danse vit à la fois dans l'espace et le temps. Avant de confier ses émotions à la pierre, au verbe, au son, l'homme se sert de son propre corps pour organiser l'espace et pour rythmer le temps. »

## Principales publications
- 1913 : Real-Lexicon der MusikinstrumenteBerlin. Réimpression Hildesheim-New York, Georg Olms Verlag, 1979
- 1914 : « Systematik der Musikinstrumente », in Zeitschrift für Ethnologie, no 46 (lire l'article en ligne)
- 1933 : Eine Weltgeschichte des Tanzes, Berlin, Dietrich Reimer/Emst Vohsen. Traductions : World History of the Dance, New York, Norton, 1937 ; Histoire de la danse, Paris, Gallimard, 1938.
- 1940 : The History of Musical Instruments, New York, Norton…
- 1953 : Rhythm and Tempo, Londres, J. M. Dent & Sons